# Groupe Ortec
Le Groupe Ortec est une grande entreprise française de services à l’industrie, l’énergie, l’environnement et l’aéronautique, proposant études et travaux dans chacun de ces secteurs d’activité. Elle est présente dans 25 pays et emploie 15 000 personnes. Son siège est situé à Aix-en-Provence. La majeure partie des clients du Groupe Ortec opère dans le secteur des énergies fossiles, le nucléaire, la chimie, l’aéronautique, la défense, les mines, le transport, la pétrochimie,.

## Histoire
Jusqu'en 1992, Ortec Group était une filiale du groupe Onet. Le Groupe Ortec est fondé le 23 avril 1992, à la suite d'un Leverage Management Buy Out (LMBO) réalisé par des cadres du groupe Onet. À la suite de cette opération, Ortec Group devient indépendant, et André Einaudi devient son Président- Directeur-Général.
En 1996, le Groupe Ortec réalise l'acquisition de la société Friedlander. Friedlander est spécialisé en travaux de métallurgie. La société est implantée en France et, depuis les années 1930, en Afrique pour des services à l'industrie pour le compte de compagnies pétrolières et gazières.
En 2013, la société Ducamp, groupe familial de 450 salariés, dont le siège se situe à Amiens, rejoint le Groupe Ortec. Ce rachat contribue au positionnement du Groupe Ortec dans le secteur de l'environnement et de la valorisation des déchets, notamment dans le Nord de la France.
Le 13 février 2014, LBO France cède Sonovision et les filiales à Ortec,.
En 2015, Ortec Group procède à l'acquisition de CICO CENTRE & VDLS (230 salariés). L'entité rejoint la filiale Orys pour des travaux et opérations de maintenance dans le domaine de l'énergie nucléaire et hydraulique. Ce rachat fait franchir au Groupe la barre des 10 000 salariés,.
En juillet 2017, Ortec Group acquiert le groupe Brunet, une entreprise française ayant 950 employés, spécialisée dans les travaux et la maintenance en génie électrique et génie thermique. La clientèle de Brunet est composée de professionnels du tertiaire et de l'industrie.
En 2021, le Groupe Ortec Group, via sa filiale OGD (Ortec Générale de Dépollution) rachète la société Soléo pour créer ORTEC-SOLEO, un des leaders de la dépollution en France,.
En janvier 2022, le groupe Ortec annonce le rachat des activités de nettoyage industriel et d'assainissement de Véolia au Canada (Veolia North America). La nouvelle entité est baptisée Ortec Environnement Services (550 salariés),.
En février 2022, le groupe Ortec rachète la société ATMNI (60 salariés), spécialisée dans le nettoyage industriel et la maintenance industrielle, basée dans la région du Havre. ATMNI intègre l'agence Ortec Environnement Le Havre.
En novembre 2023, Ortec annonce l'intégration du groupe Steel (BSL Steel, Actri, et GSI) au sein de son entité Friedlander Nord pour se renforcer dans les secteurs de la tuyauterie nucléaire et industrielle en régions de Dunkerque et du Nord de la France.
En décembre 2023, Groupe M et Groupe Ortec officialisent un partenariat pour conduire ensemble de futurs projets nucléaires EPR2. Une société, Fermi, est créée.
L'intégration, en mars 2024, de Brun Nettoyage au sein d'Ortec Environnement Annecy, permet au groupe de s’implanter dans la Vallée de la Maurienne, dans les métiers de l'assainissement et du nettoyage industriel.
En avril 2024, c'est en Bretagne qu'Ortec Environnement se renforce avec l'acquisition de Alzéo Environnement.
Le 17 juin 2024, la société Biogénie, spécialisée dans les activités de dépollution, est constituée après l'acquisition par Ortec des activités de traitement et gestion des sols contaminés et des matières résiduelles organiques d’Englobe Corp. en Amérique du Nord ainsi que ses activités au Royaume-Uni et en France.
La première station Oreve de recharge publique ultra-rapide pour les professionnels a été inaugurée mercredi 25 septembre 2024 à Durtal (49). Cette première implantation concrétise la volonté du Groupe Ortec d'accompagner les entreprises en développant leurs flottes de véhicules électriques dans leur trajectoire de réduction d'empreinte carbone,.
Le 30 septembre 2024, intégration de l’entreprise 3C Metal, spécialisée dans l’ingénierie, la fabrication et l’installation d’ensembles de tuyauterie et de structures en acier, renforçant le développement du Groupe Ortec dans des régions à fort potentiel grâce à un positionnement géographique complémentaire.
Le chiffre d'affaires total est de 1,4 milliard d'euros en 2023.

## Affaire judiciaire
Le 29 janvier 2009, un atelier sur le site de la Raffinerie des Flandres à Dunkerque appartenant au groupe Total explose, provoquant de nombreux blessés et un mort, employé de la société Ortec Group. La société Ortec Group est un sous-traitant qui assure le nettoyage industriel du site lorsque l'explosion intervient. Ortec Group est poursuivi pour homicide involontaire et infractions sur l’hygiène et la sécurité. Après huit ans d'enquête judiciaire et policière, le procès de l'accident industriel se tient les 29 et 30 mai 2017. Il est reproché à Ortec Group le manque de formation de son personnel et la fourniture de matériel défectueux. Au cours du procès qui se tient au Tribunal de Grande Instance de Dunkerque, le Procureur de la République requiert contre la société Ortec Group une peine de 100 000 euros ainsi que 160 000 euros d'amende au titre d'infractions à plusieurs législations,,,.
Le 3 mars 2022, les sociétés Excoffier Recyclage, Trigénium, Tredi et Ortec Environnement sont condamnées par l'Autorité de la concurrence pour s'être réparti de manière illicite entre 2010 et 2018, plusieurs marchés publiques pour la collecte et la gestion des déchets non dangereux et dangereux, lancés par des collectivités territoriales de Haute-Savoie (74). La société Ortec Environnement n’a pas contesté les faits et a sollicité le bénéfice de la procédure de transaction.
Concrètement, avant de soumissionner aux appels d'offres, les entreprises échangeaient des informations confidentielles et trouvaient un accord sur les « prix à mettre ». Les offres des 2 autres entreprises complices étaient délibérément fixées à un montant plus élevé pour donner l'apparence d'une concurrence, dans le but de garantir à l'entreprise choisie l'attribution du marché.
L'Autorité de la Concurrence afflige une amende de 950.000 €.